# John Frazer (architecte)
John Frazer est un architecte britannique, auteur de nombreux essais sur l'architecture et les systèmes de conception intelligents.
Architecte, pionnier dans le domaine des technologies, de l'architecture, du design et de l'urbanisme, John Frazer a développé ses recherches à l'Architectural Association à Londres, Cambridge University, l'University of Ulster, et à l'université Hong Kong Polytechnic où il a été Swire Chair Professor. Depuis 2006, John Frazer a été nommé à la direction de laSchool of Design at Queensland University of Technology (QUT) à Brisbane, en Australie.
John Hamilton Frazer est coordinateur de recherche du Gehry Technologies Digital Practice Ecosystem.
En partenariat avec Julia Frazer et en tant que consultant, il a travaillé avec Cedric Price pour le Generator Project USA 1976 – 1980 dont l'innovation la plus marquante est le concept d'ennui qui s'applique au Generator.
John Frazer est marié avec l'architecte Julia Frazer.

## Publications

### Livres
- An Evolutionary Architecture, Frazer J.H., Architectural Association, Londres, 1995
- Accelerating Architecture, Frazer J.H. et Hardingham S., (à paraître)